# Ambrus Tamás (lemezlovas)
Ambrus Tamás, művésznevén Dj Julian (Debrecen, 1979. október 16. – Nyíregyháza, 2015. február 6.) magyar lemezlovas, producer, zenei szerkesztő.

## Pályafutása
Pályafutását 15 évesen kezdte sulibulikban, ahol rendszeresen zenélt, és figyelte a klubokban fellépő lemezlovasokat, majd bakelit lemezeket, és CD-ket kezdett el vásárolni. Ahogy nőtt lemezállománya, megvette élete első lemezjátszóját, és napi több órát gyakorolt. 18 évesen a gyöngyösi Lost World Dance Clubban, mint rezident dj tevékenykedett. Ekkor diszkó és funky zenéket játszott.Itt ismerkedett meg Dj Newl-val, Dj Junior-ral, és Dan Von Schulz-zal, akikkel jó barátok lettek, és egyengették karrierjét.
1999-ben a gyöngyösi Saturnus Rádióban saját műsort vezetett Club 2 néven, majd 2000-ben megjelent első felvétele Inside Your Mind címmel, mely az első nem fővárosi dj által kreált dal volt. Tehetsége akkor tűnt fel a legnagyobbaknak, amikor jelölték őt az év legjobb új dj-je címre, melynek szavazása a Freee magazinban volt.
2001-ben Borbély Gyula klubmenedzser lehetőséget adott neki, hogy a siófoki Flört diszkóban fellépjen, mely az egyik legjobb klubnak számított Magyarországon. 2002-ben a nyíregyházi Club Arzenalban dolgozott, mint dj, majd a sárospataki Higlanderben zenélt, ahol olyan világhírű lemezlovasokkal is fellépett, mint például Cristian Varela, Monika Kruse, Westbam, Cave, Jeff Mills, Dave Clarke, Pet Duo, James Ruskin, Marco Bailey, Umek, Marko Nastic, Valentino Kanzyani, Gayle San, Brenda Russell, Steve Mac, Robert Natus, stb.
2003-ban jelent meg újabb dala Get In Space címmel, mellyel nagy sikert aratott, és számos külföldi diszkóban is megfordult határainkon kívül.
2004-ben a nyíregyházi Gold Fm rádióban "Örökké tartó péntek" címmel vezetett műsort, melyben számos hazai és külföldi lemezlovast vendégül látott. Még ebben az évben elkészült a Sóstó Fiesta című cd, mely szintén nagy sikert aratott, és 15000 embert táncoltatott meg a fesztiválon, valamint az ország egyik legnagyobb tv társasága, az RTL Klub felkérte, hogy szerepeljen színpadukon a Budapest Parádé-n. Meghívták a Budapest Parádé Bonus rendezvényre, ahol szintén olyan neves dj-kel léphetett fel, mint Rush, Mokika Kruse, Anthony Rother, Superchumbo.
2005-ben jelent meg 4. albuma Above All Ep címmel, amelynek felvételeit a külföldi terjesztésnek köszönhetően több nemzetközi dj is pörgette. Az album bakelit formátumban is kiadásra került, melyből 600 példányt adtak el, ami ebben az időben már igen magas példányszámnak minősült. Simple Techno című dala még ebben az évben felkerült a Budapest Parádé 2005 című válogatáslemezre.
2006-ban több fellépést is vállalt a környező országokban, többek között Szlovákiában a Summer Of Love zenei fesztiválon, valamint több szlovák klubban, és Romániában is. Ő volt az első magyar, aki játszhatott a híres londoni Colosseum klubban. Következő felvétele Techno Play címmel jelent meg, mely a soron következő Budapest Parádé albumra is felkerült. A nyíregyházi Retro Fm rádióban "Metrosokk" címmel vezetett műsort.
Ötödik albuma Funky Groove címen jelent meg 2007-ben, és szerte Európában több rádióállomás és dj is játszotta. Még ebben az évben meghívást kapott az október 22-én Németországban megrendezett Mayday fesztiválra. Megjelent első hivatalos mixlemeze Júlia Centrál Tech címmel. A lemez több mint 1000 példányszámban fogyott el. A lemezen a legkedveltebb funky-techno zenék kaptak helyet egy mixben.
Beautiful címmel jelent meg 7. albuma, mely szintén sikereket könyvelhetett el, és a Viva zenetévé Top 10-es listájára is felkerült. 2008-ban rezidens lett a sárospataki Higlander klubban, és más klubokban is szerepelt. Havonta két alkalommal Románia egyik leghíresebb klubjában a CCCP Club-ban is fellépett. Ebben az évben új mixlemezzel jelentkezett, melynek egyik korongja a House Session nevet kapta, és a világ leghíresebb house zenéi találhatóak meg rajta egy véget nem érő mixben. A másik lemezen pedig ütős dinamikus darabok kerültek fel Tech Night címmel.
2008 szeptemberétől a Music Television Partyzone című műsorának lemezajánló szerkesztője lett, majd Hamvai PG-vel, és Sandy Martinezzel megalakították a Hungarian House Maffia-t, melynek első partiján Hajdúszoboszlón, több ezer ember szórakozott.
2009-ben Dj. Newl-val közösen készítette el Work című dalukat, melyet a magyar zenetévék műsorukra tűztek. Májusban a kolozsvári Delahoya fesztivál vendége volt, melyen már második alkalommal vett részt. Ebben az évben a CKM újság cd mellékleteként megjelenő mixlemezre Dj. Newl-val közös daluk került fel, mely 40000 példányban jelent meg. Júliusban a Hajógyári Szigeten megrendezett Mayday buliján zenélt. Decemberben jelent meg a Hungarian House Maffia első önálló szerzeménye, Superhiro címmel, melyet Hamvai PG-val készített el. A dal Európa egyik legismertebb kiadójának a Holland Sneakerz Muzik által kiadott WMC sampler válogatás lemezére is felkerült.
2010-ben második alkalommal került megrendezésre a Hungarian House Maffia, mely a keleti régió leglátogatottabb rendezvénye lett.
Julian az egyik legnépszerűbb lemezlovas volt az országban, és az országhatáron kívül is elismerték tehetségét. A balesetét követő szombaton minden dj az ő tiszteletére játszott.

## Balesete
2015. február 6-án Tiszavasvári irányából haladt Nyíregyháza belvárosa felé, amikor a Tiszavasvári felüljárót elhagyva lesodródott az úttestről, majd kidöntött egy villanyoszlopot, és az Erőmű kerítésének csapódva állt meg. A baleset hajnali 3 óra 20 perckor történt. A gépjárműben Julian és egyik barátja utazott. A baleset következtében olyan súlyos sérüléseket szenvedtek, hogy életüket vesztették.

## Diszkográfia
2000: Dj. Julian* - Inside Your Mind (CD, Maxi)

### Singles &EPs
- 2003: Inside Your Mind (CD, Maxi)
- 2007: Funky Groove (2 verzióban)[4]

### Válogatáslemezek
- 2005: Simple Techno (Parade Edit) (CD), CLS Records
- 2006: Techno Play (Parade Edit) (CD), CLS Music
- 2010: Superhiro (as Julian) (5xFile, MP3, Comp, 320) Sneakerz Muzik
- 2010: Do It (CD) CLS
- 2011: Latinmachine (v01), Skills Records
- Funky Groove 2006 (Peat Jr & Fernando Zombie Attack Remix)

### Mixek
2008: Funky Groove, CLS
2009: Beautiful (Collins Mix) (as Julian)

### Remix
2005: Balatoni Nyár (DJ Julian Remix)
2012: Cocaina (Julian & Dwyer Remix) (as Julian)